# إميري إميري
إميري إميري (بالإنجليزية: Emery Emery) هو مونتير أمريكي، ولد في 25 ديسمبر 1963 في آناهايم في الولايات المتحدة.

## وصلات خارجية
- إميري إميري على موقع IMDb (الإنجليزية)
- إميري إميري على موقع قاعدة بيانات الفيلم (الإنجليزية)